# Márkos Bótzaris
Pour les articles homonymes, voir Botzaris.
Márkos Bótzaris (grec moderne : Μάρκος Μπότσαρης ou Μπότζαρης) (vers 1788 dans les montagnes de Soúli – 21 août 1823 à Karpenísi en Grèce) est l'un des principaux acteurs des débuts de la guerre d'indépendance grecque de 1821 en Grèce continentale.

## Biographie

### La jeunesse d'un rebelle
Il est le deuxième fils de Kitsos Botzaris et le frère de Kóstas Bótsaris. Il appartient à une famille albanophone illustre du Souli, en Épire, les Botsaris (ou Botzaris), l'un des principaux clans souliotes. Son grand-père Giorgis s'est notamment illustré à la tête des Souliotes lors de différents combats.
Il quitte un peu avant 1800 le Souli pour s'installer à Vourgarelli, au pied des monts Tzoumerka près d'Arta, en tant qu'armatole au service d'Ali Pacha, gouverneur de l'Épire qui tente de se rendre indépendant de l'Empire ottoman. Après la conquête finale du Souli par Ali Pacha en décembre 1803, il se réfugie avec le reste du clan Botzaris au monastère de Seltsos. Il est avec son père et son oncle Notis un des survivants du siège de l'endroit par les troupes d'Ali, en avril 1804. Il gagne alors finalement Corfou avec ces derniers, retrouvant une partie des autres réfugiés.
Comme la plupart de ses compatriotes, il s'engage dans le Régiment albanais qu'avait formé l'armée française qui occupait les îles ioniennes depuis 1807. Il se marie et a au moins trois enfants, Dimitrios (1814-1871), Katerina Rosa (1820–1872) et une autre fille. François Pouqueville, alors consul de France à Ioannina, acquiert à Corfou un dictionnaire albano-grec écrit de sa main sous la dictée de son père, de son oncle et de son beau-père, conservé à Paris.
Son père meurt en 1813, assassiné en Épire où il était retourné.

### Un héros de l'indépendance grecque

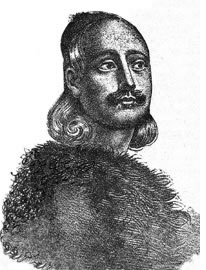
Markos Botsaris, gravure de Giovanni Boggi, 1826.

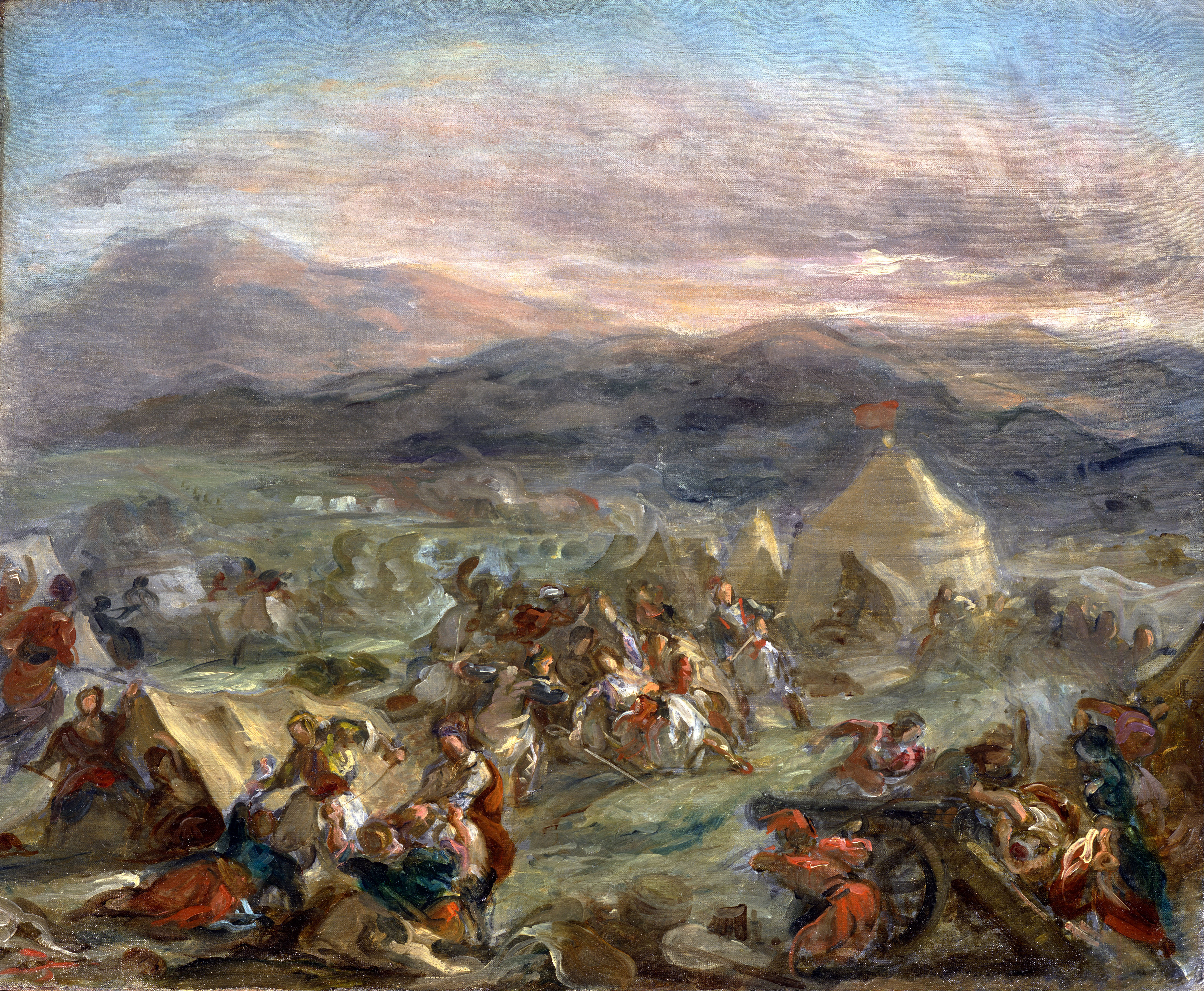
Botzaris surprend le camp des Turcs au lever du soleil, huile sur toile, Musée d'art de Toledo, Eugène Delacroix, 1860-1862.

Il repasse sur le continent en 1820, avec son oncle et d'autres Souliotes, le commandant de l'armée ottomane en lutte contre Ali Pacha leur ayant proposé de leur rendre leur territoire en échange de leur allégeance ; cependant il passe avec ses compatriotes assez rapidement du côté d'Ali Pacha et à partir de novembre 1820, participe à la lutte contre les troupes ottomanes en coopération avec les troupes d'Ali, puis rejoint par les armatoles grecs insurgés à partir du printemps 1821. Il prend part à divers combats victorieux dans le sud de l'Épire au cours du printemps et de l'été 1821 ; il accepte alors de se réconcilier avec l'armatole Gogos Bakolas, considéré comme l'assassin de son père, ce qui renforçe sa réputation de patriotisme.
En octobre 1821, il commande des troupes pendant les combats autour d'Arta ; c'est la dernière opération conjointe des Grecs et des Albanais d'Ali, qui rejoignent ensuite le camp ottoman.
Il participe aux opérations de l'été 1822 destinées à secourir le Souli, aboutissant à la désastreuse bataille de Péta en juillet.
Il est nommé stratarque ou général de la Grèce occidentale lors de l'Assemblée nationale d'Astros début 1823.
Lors du second siège de Missolonghi, durant l'été 1823, il tente d'arrêter une armée ottomane en route vers la ville, pendant sa traversée du Pinde, à Karpenísi. Il pénètre de nuit dans le camp ennemi avec 350 hommes seulement et fait un grand carnage, mais meurt d'une balle à la tête.
Lord Byron a dit de lui, après avoir brièvement correspondu avec lui lors de son arrivée en Grèce : « Sa réponse fut probablement la toute dernière qu'il eut à signer ou dicter — car il périt au combat le lendemain même du jour où elle est datée — avec une réputation de brave soldat — et d'homme de bien — deux qualités que l'on ne rencontre pas toujours réunies, ni même séparément. »

## Postérité
Son fils Dimitrios, éduqué en Bavière, obtient le grade de colonel et est plusieurs fois ministre de la Guerre. Sa fille Rosa est dame d'honneur de la reine Amalia et épouse un membre de la famille Caradja.

## Honneurs et hommages

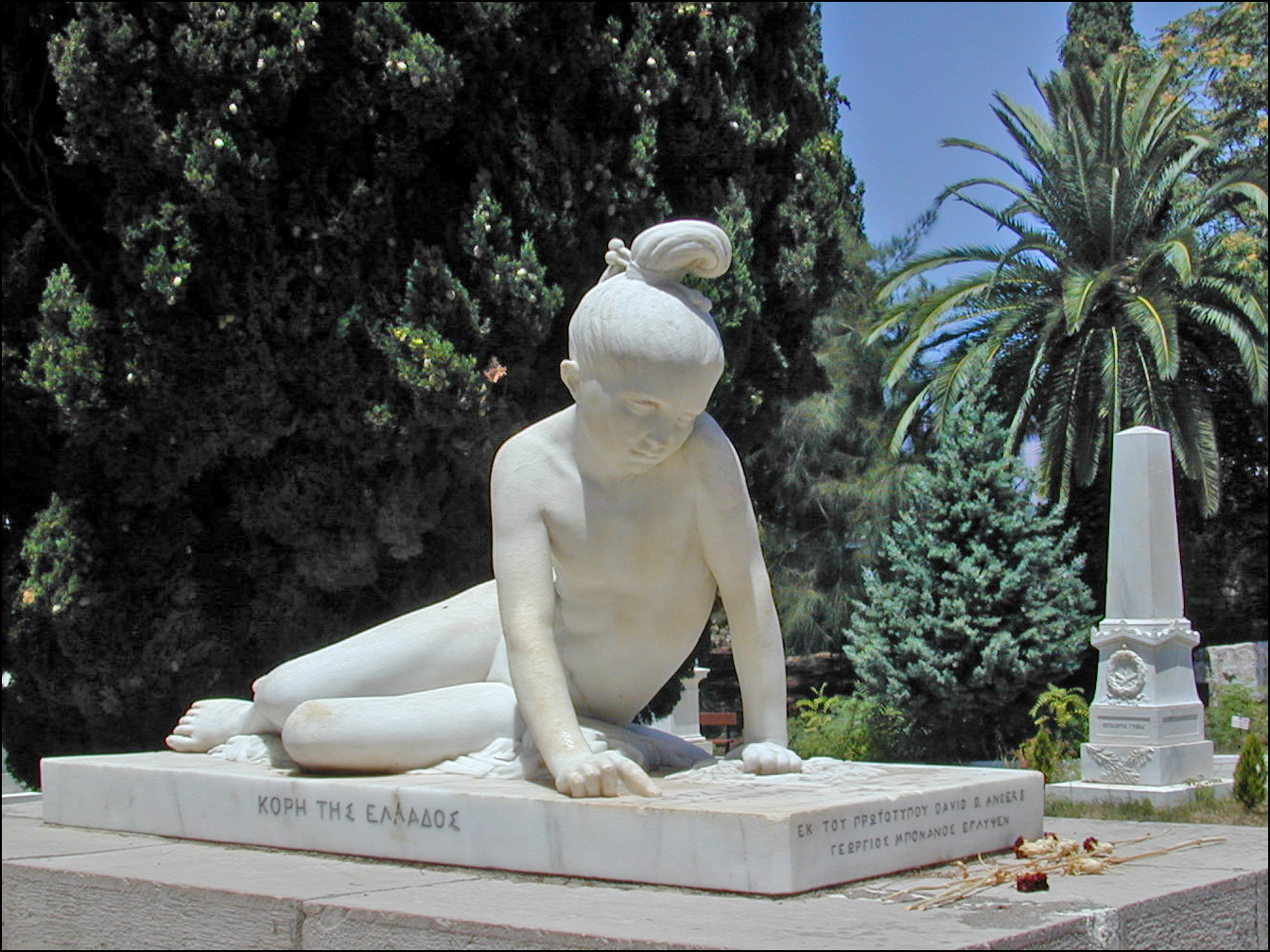
Tombeau de Markos Botzaris à Missolonghi par David d'Angers.

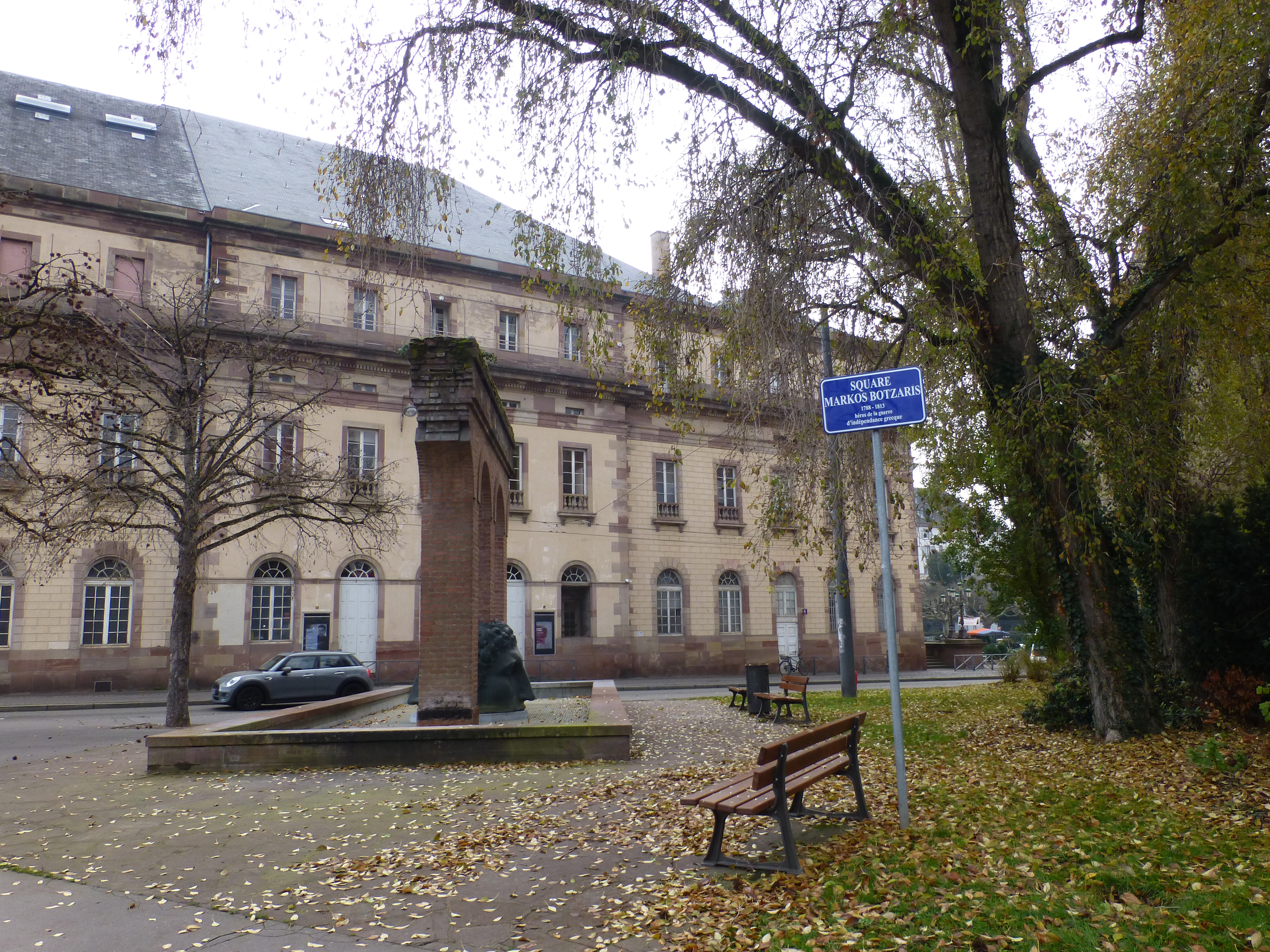
Square Markos-Botzaris à Strasbourg.

Markos Botzaris est l'un des rares chefs militaires grecs unanimement appréciés, n'ayant jamais été compromis dans les querelles partisanes qui aboutirent aux différentes guerres civiles grecques au cours de la guerre. 
- Il est inhumé à Missolonghi, au Jardin des héros. Son tombeau est surmonté de la réplique d'une statue du sculpteur David d'Angers, conservée à Athènes.

- À Paris, dans le 19e arrondissement de Paris, une station de métro et une rue portent son nom.

- À Strasbourg, le square Markos-Botzaris lui rend hommage.

Plusieurs artistes occidentaux et grecs ont commémoré sa mort par des tableaux ou des œuvres littéraires.